# Eliminacje do Pucharu Narodów Afryki 2008/Grupa 8
Eliminacje Pucharu Narodów Afryki 2008 odbywają się między 2 września 2006 a 12 października 2007, czyli o miesiąc dłużej niż zaplanowano. Drużyny zostały przydzielone do 11 grup po 4 drużyny w każdej i 1 grupie z 3 drużynami. Do finałów zakwalifikuje się 12 zwycięzców grup oraz 3 drużyny z 2. miejsc (z grup 2-11). W grupie 8 na bezpośredni awans liczyć mógł jedynie zwycięzca grupy. Drużyna z 2. miejsca awansowałaby, gdyby miała wystarczającą liczbę punktów by być jedną z trzech najlepszych drużyn z 2. miejsc.

## Drużyny
1. Gwinea
2. Algieria
3. Gambia
4. Republika Zielonego Przylądka

## Tabela
| Drużyna                       | Pkt | M | Z | R | P | Br+ | Br- | +/- |
| ----------------------------- | --- | - | - | - | - | --- | --- | --- |
| Gwinea                        | 11  | 6 | 3 | 2 | 1 | 10  | 3   | +7  |
| Algieria                      | 8   | 6 | 2 | 2 | 2 | 6   | 6   | 0   |
| Gambia                        | 8   | 6 | 2 | 2 | 2 | 6   | 6   | 0   |
| Republika Zielonego Przylądka | 5   | 6 | 1 | 2 | 3 | 3   | 10  | -7  |

Uwagi
- Gwinea awansowała do Pucharu Narodów Afryki 2008.

## Wyniki
| 3 września 2006 | Gambia · Jatto Ceesay 8' (k) · Assan Jatta 88' | 2 - 0 | Republika Zielonego Przylądka | Independence Stadium, Bakau |
|                 |                                                |       |                               |                             |

| 3 września 2006 18:30 CET | Gwinea | 0 - 0 | Algieria | Stade 28 Septembre, Konakry |
|                           |        |       |          |                             |

| 7 października 2006 23:00 CET | Algieria · Karim Ziani 75' (k) | 1 - 0 | Gambia | Stadion 5 Lipca 1962, Algier |
|                               |                                |       |        |                              |

| 7 października 2006 | Republika Zielonego Przylądka · Lito 52' | 1 - 0 | Gwinea | Estádio da Várzea, Praia |
|                     |                                          |       |        |                          |

| 24 marca 2007 18:30 CET | Gambia | 0 - 2 | Gwinea · Kaba Diawara 50' · Pascal Feindouno 70' | Independence Stadium, Bakau |
|                         |        |       |                                                  |                             |

| 24 marca 2007 20:30 CET | Algieria · Noureddine Deham 60' · Mehdi Méniri 89' | 2 - 0 | Republika Zielonego Przylądka | Stadion 5 Lipca 1962, Algier |
|                         |                                                    |       |                               |                              |

| 2 czerwca 2007 19:00 CET | Republika Zielonego Przylądka · Marco Soares 65' · Hernâni Borges 90' | 2 - 2 | Algieria · Madjid Bougherra 33' · Rafik Saïfi 84' | Estádio da Várzea, Praia |
|                          |                                                                       |       |                                                   |                          |

| 3 czerwca 2007 19:00 CET | Gwinea · Mamadou Alimou Diallo 10' · Fodé Mansaré 53' | 2 - 2 | Gambia · Edrissa Sonko 51' · Modou Jagne 71' | Stade 28 Septembre, Konakry |
|                          |                                                       |       |                                              |                             |

| 16 czerwca 2007 22:00 CET | Algieria | 0 - 2 | Gwinea · Fodé Mansaré 43' · Pascal Feindouno 84' | Stadion 5 Lipca 1962, Algier |
|                           |          |       |                                                  |                              |

| 16 czerwca 2007 19:00 CET | Republika Zielonego Przylądka | 0 - 0 | Gambia | Estádio da Várzea, Praia |
|                           |                               |       |        |                          |

| 9 września 2007 19:00 CET | Gambia · Assan Diatta 72' 89' | 2 - 1 | Algieria · Saifi Rafik 54' | Independence Stadium, Bakau · Sędzia: Crespin Aguidissou ( Benin) |
|                           |                               |       |                            |                                                                   |

| 9 września 2007 19:00 CET | Gwinea · Pascal Feindouno 29' · Mohamed Cisse 41' · Ibrahima Conté 43' · Sambégou Bangoura 45' | 4 - 0 | Republika Zielonego Przylądka | Stade du 28 Septembre, Konakry · Sędzia: Aouaz Trabelsi ( Tunezja) |
|                           |                                                                                                |       |                               |                                                                    |